# Meijer Indy 300 2009
Meijer Indy 300 2009 var ett race som var den tolfte deltävlingen i IndyCar Series 2009. Racet kördes den 1 augusti på Kentucky Speedway. Ryan Briscoe tog sin andra seger för säsongen, efter att ha hållit undan för ovalspecialisten och överraskningen Ed Carpenters gedigna försök att ta sin första IndyCar-seger. Till slut skilde det 0,016 sekunder mellan de två. Briscoe hade en riktigt bra dag mästerskapsmässigt, sedan Ganassiduon Dario Franchitti och Scott Dixon tappade mot slutet, och tappade mer än 20 poäng bägge två mot Briscoe. 

## Slutresultat
| Plats | Förare            | Team                     | Grid |
| ----- | ----------------- | ------------------------ | ---- |
| 1     | Ryan Briscoe      | Team Penske              | 3    |
| 2     | Ed Carpenter      | Vision Racing            | 14   |
| 3     | Tony Kanaan       | Andretti Green Racing    | 9    |
| 4     | Hélio Castroneves | Team Penske              | 4    |
| 5     | Graham Rahal      | Newman/Haas Racing       | 10   |
| 6     | Dario Franchitti  | Chip Ganassi Racing      | 2    |
| 7     | Scott Dixon       | Chip Ganassi Racing      | 1    |
| 8     | Danica Patrick    | Andretti Green Racing    | 5    |
| 9     | Will Power        | Team Penske              | 20   |
| 10    | Marco Andretti    | Andretti Green Racing    | 6    |
| 11    | Dan Wheldon       | Panther Racing           | 7    |
| 12    | Sarah Fisher      | Sarah Fisher Racing      | 22   |
| 13    | Hideki Mutoh      | Andretti Green Racing    | 11   |
| 14    | Ryan Hunter-Reay  | A.J. Foyt Enterprises    | 17   |
| 15    | Ernesto Viso      | HVM Racing               | 18   |
| 16    | Raphael Matos     | Luczo Dragon Racing      | 13   |
| 17    | Mike Conway       | Dreyer & Reinbold Racing | 19   |
| 18    | Mário Moraes      | KV Racing Technology     | 16   |
| 19    | Robert Doornbos   | Newman/Haas Racing       | 12   |
| 20    | Milka Duno        | Dreyer & Reinbold Racing | 15   |
| 21    | Justin Wilson     | Dale Coyne Racing        | 8    |
| 22    | Tomas Scheckter   | Dreyer & Reinbold Racing | 23   |
| 23    | Jaques Lazier     | Team 3G                  | 21   |